# Bitwa pod Marcjanopolem
Bitwa pod Marcjanopolem – starcie zbrojne, które miało miejsce w roku 376 w trakcie wojny Rzymu z Gotami (376–382).
W roku 376 doszło do buntu Gotów w pobliżu Marcjanopola. Powodem były wydarzenia w mieście. Wódz Rzymian Lupicynus zaprosił na ucztę wodzów gockich, których kazał podstępnie wymordować. Z miasta udało się ujść Fritigernowi, który przekonał Rzymian, że uspokoi niezadowolonych, znajdujących się poza miastem wojowników gockich. Natychmiast też, doszło do grabieży i morderstw na obywatelach rzymskich.
W odpowiedzi na to Lupicynus zdecydował się na wydanie Gotom walnej bitwy. Wojska rzymskie liczyły 5000–6000 ludzi. Fritigern dysponował natomiast siłami 7000–8000 wojowników. Po wyjściu Rzymian z miasta, w odległości około 14 km od Marcjanopola doszło do krwawej bitwy, w wyniku które Rzymianie ponieśli druzgocącą klęskę. Lupicynus ratował się ucieczką do miasta. Po tej bitwie Goci spustoszyli ziemie wokół Marcjanopola, po czym wyruszyli w kierunku Adrianopola.